# James A. Norton

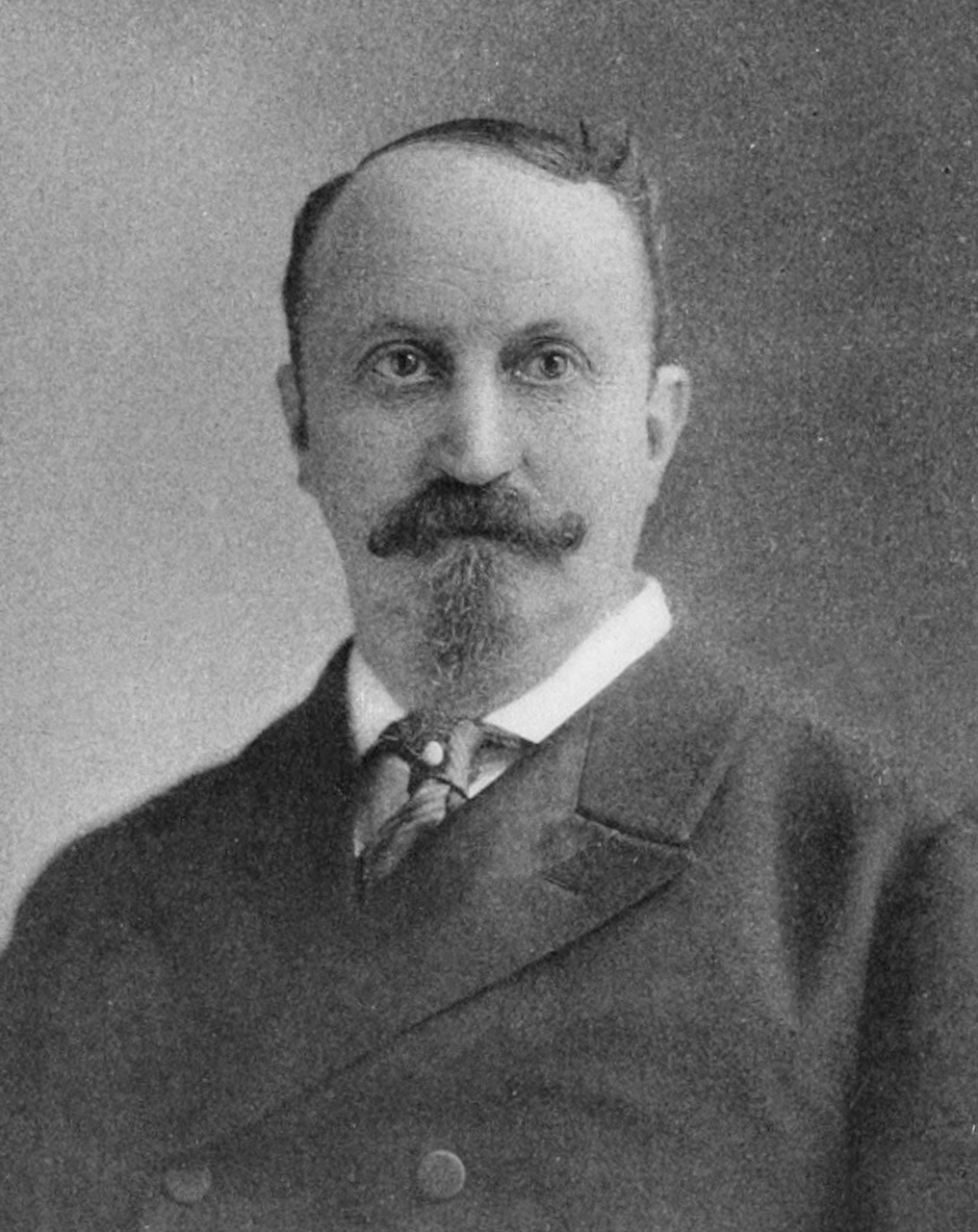
James A. Norton (1899)

James Albert Norton (* 11. November 1843 in Bettsville, Seneca County, Ohio; † 24. Juli 1912 in Tiffin, Ohio) war ein US-amerikanischer Politiker. Zwischen 1897 und 1903 vertrat er den Bundesstaat Ohio im US-Repräsentantenhaus.

## Werdegang
James Norton besuchte die öffentlichen Schulen seiner Heimat und die Tiffin High School. Zwischen 1862 und 1865 diente er während des Bürgerkrieges in verschiedenen Einheiten im Heer der Union. Dabei stieg er bis zum Oberleutnant auf. Nach dem Krieg studierte er Medizin. Von 1867 bis 1879 praktizierte er als Arzt. Nach einem Jurastudium wurde er im Jahr 1874 auch als Rechtsanwalt zugelassen. Gleichzeitig schlug er als Mitglied der Demokratischen Partei eine politische Laufbahn ein. Zwischen 1873 und 1879 saß er als Abgeordneter im Repräsentantenhaus von Ohio, dessen Präsident er in den Jahren 1877 und 1878 war. Von 1887 bis 1892 fungierte er als Staatsvorsitzender seiner Partei für Ohio. Von 1885 bis 1892 war er hauptberuflich als Bezirksrevisor tätig. Von 1889 bis 1895 war er auch Staatsbeauftragter für das Eisenbahn- und Telegraphenwesen. Danach arbeitete er als Jurist für die Baltimore and Ohio Railroad.
Bei den Kongresswahlen des Jahres 1896 wurde Norton im 13. Wahlbezirk von Ohio in das US-Repräsentantenhaus in Washington, D.C. gewählt, wo er am 4. März 1897 die Nachfolge des Republikaners Stephen Ross Harris antrat. Nach zwei Wiederwahlen konnte er bis zum 3. März 1903 drei Legislaturperioden im Kongress absolvieren. In diese Zeit fiel der Spanisch-Amerikanische Krieg von 1898. Im Jahr 1902 wurde er nicht wiedergewählt. Nach seiner Zeit im US-Repräsentantenhaus arbeitete James Norton wieder für die Baltimore and Ohio Railroad. Er starb am 24. Juli 1912 in Tiffin, wo er auch beigesetzt wurde.